# Cirrhochrista
Cirrhochrista är ett släkte av fjärilar. Cirrhochrista ingår i familjen Crambidae.

## Bildgalleri

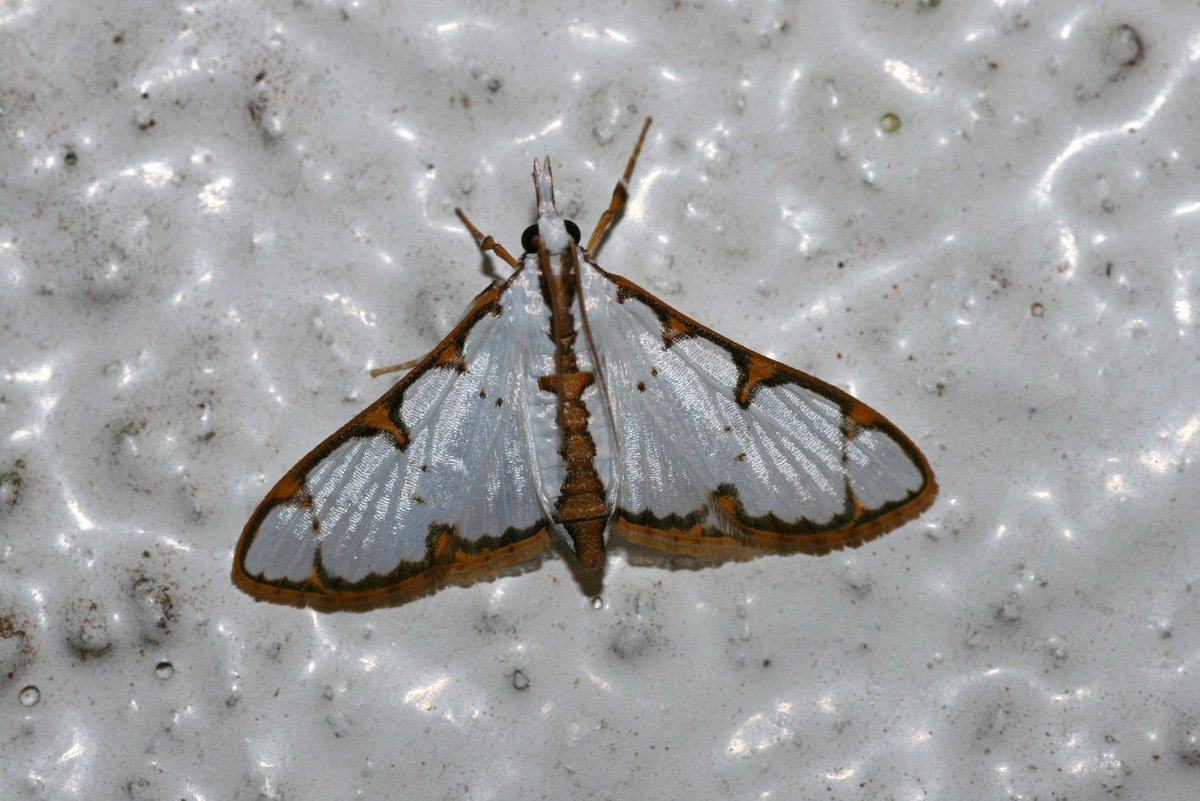
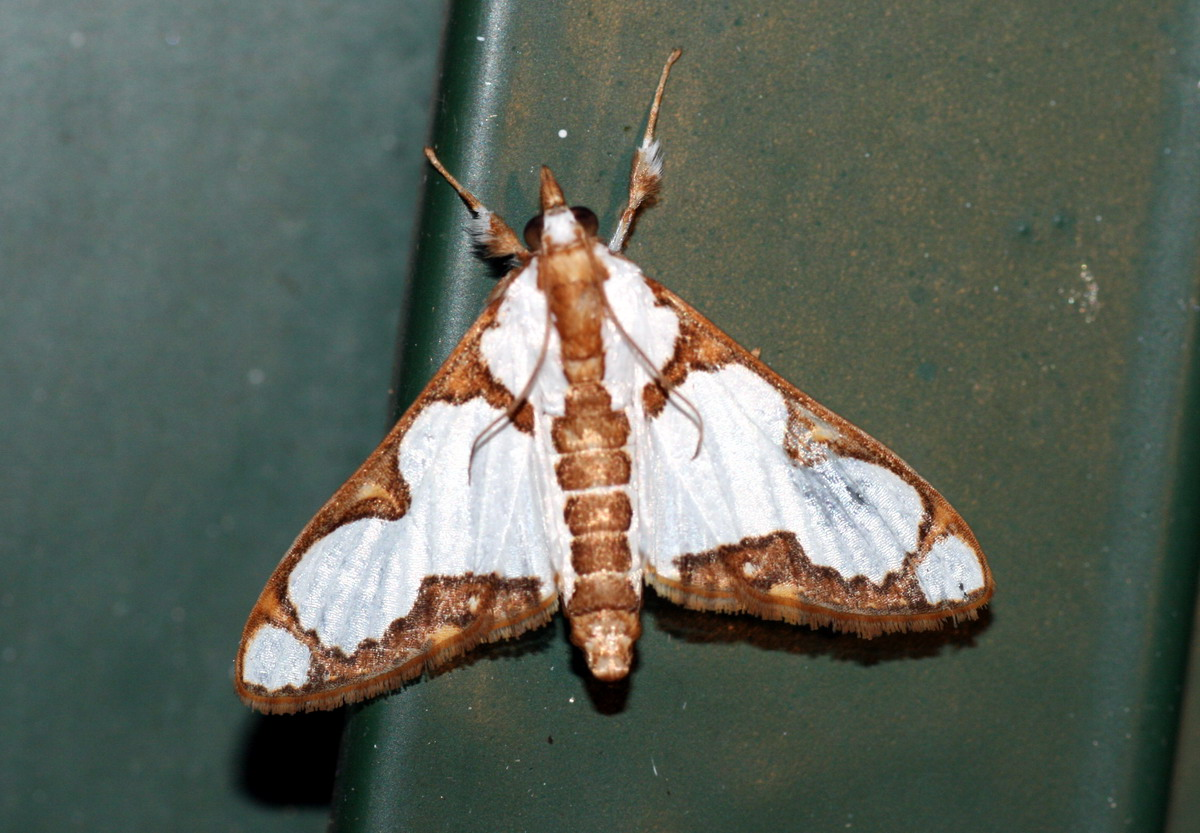

## Dottertaxa tillCirrhochrista, i alfabetisk ordning[1]
- Cirrhochrista aetherialis
- Cirrhochrista annulifera
- Cirrhochrista arcusalis
- Cirrhochrista aurantialis
- Cirrhochrista bifurcalis
- Cirrhochrista bracteolalis
- Cirrhochrista brizoalis
- Cirrhochrista caconalis
- Cirrhochrista chionosticha
- Cirrhochrista conjuncta
- Cirrhochrista convoluta
- Cirrhochrista cyclophora
- Cirrhochrista cyddippealis
- Cirrhochrista cygnalis
- Cirrhochrista diploschalis
- Cirrhochrista disparalis
- Cirrhochrista etiennei
- Cirrhochrista excavata
- Cirrhochrista figuratalis
- Cirrhochrista fumipalpis
- Cirrhochrista grabczewskyi
- Cirrhochrista griveaudalis
- Cirrhochrista kosemponialis
- Cirrhochrista metisalis
- Cirrhochrista minuta
- Cirrhochrista mnesidora
- Cirrhochrista mulleralis
- Cirrhochrista nivea
- Cirrhochrista oxylalis
- Cirrhochrista perbrunnealis
- Cirrhochrista poecilocygnalis
- Cirrhochrista primulina
- Cirrhochrista pulchellalis
- Cirrhochrista punctulata
- Cirrhochrista quinquemaculalis
- Cirrhochrista rauma
- Cirrhochrista saltusalis
- Cirrhochrista semibrunnea
- Cirrhochrista spissalis
- Cirrhochrista trilinealis
- Cirrhochrista xanthographis